# Massospora cicadina
Massospora cicadina är en svampart som beskrevs av Peck 1879. Massospora cicadina ingår i släktet Massospora och familjen Entomophthoraceae.   Inga underarter finns listade i Catalogue of Life.